# Кунен, Францискус Хендрикус
Францискус Хендрикус Кунен (нидерл. Franciscus Hendricus Coenen; 26 апреля 1826, Роттердам, Южная Голландия — 24 января 1904) — нидерландский композитор и скрипач.

## Биография
Сын органиста Луи Кунена, также известного как скрипичный мастер. Дебютировал с концертом в 12-летнем возрасте, учился в Штутгарте у Бернара Молика и в Брюсселе у Анри Вьётана. В начале 1850-х гг. предпринял продолжительное концертное турне по США и Латинской Америке, выступая в ансамбле с пианистами Анри Герцем и Эрнстом Любеком.
Соучредитель (1884) и первый директор Амстердамской консерватории. В 1890 г. посетил Санкт-Петербург для участия в жюри Первого Рубинштейновского конкурса.